# Francesco Marino Di Teana
Francesco Marino, de son nom d'artiste Marino di Teana, né le 8 août 1920 à Teana, un petit village perché dans les montagnes de la province de Potenza, en Basilicate, dans le Sud de l'Italie, et mort le 1er janvier 2012 dans son atelier à Périgny sur Yerres, est un sculpteur architecte italien qui a émigré à Buenos Aires en 1936 et pris la nationalité argentine.

## Biographie

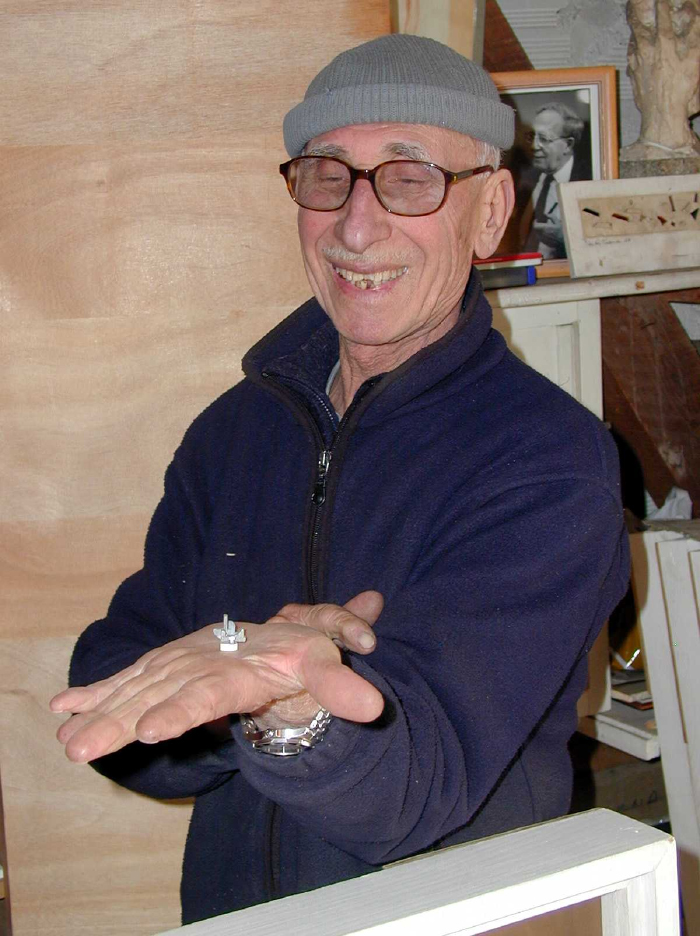
Marino di Teana montrant un modèle de sculpture.

Francesco Marino est né en Italie en 1920, dans la province de Potenza, la Basilicata. Teana est alors un petit village médiéval, perché sur une montagne, où la vie n'a pas changé depuis des siècles. Dès l'âge de 5 ans, Francesco travaille dans les champs avec son grand-père, et il doit aussi garder les moutons dans la montagne, il est berger.

À cette époque, il n'y a quasiment pas d'école, les enfants ont un maitre, ils doivent apprendre les métiers. Ainsi, Francesco apprend à forger, repeindre les fresques des églises, faire de la maçonnerie.
À 16 ans, l'Italie s'allie avec l'Allemagne, et Francesco doit partir à l'armée. Mais son grand-père l'envoie en Argentine pour retrouver son père qui a abandonné sa famille quelques années plus tôt. Son frère est enrôlé dans l'armée et est envoyé quelques années plus tard en Russie où il mourra à Stalingrad.
À Buenos Aires, son père le reçoit froidement, et à condition qu'il travaille pour rapporter un salaire. Il pratique son métier de maçon dans des chantiers de construction. À 22 ans, il est chef de chantier et fait travailler des équipes de dix ouvriers sur des buildings. Il suit en parallèle des cours du soir en mécanique et polytechnique de l’école nationale Salguero et y obtient un diplôme en architecture.
Il présente le concours d'entrée de l'école des Beaux-Arts Ernesto de la Carcova. Il est reçu. Mais les cours se passent le jour, et à l'annonce de cette réussite, son père le met à la porte. Il est à la rue mais suit tous les cours et travaille le soir pour vivre.
Il obtient le diplôme "Premio Mitre", équivalent au Prix de Rome. Il reçoit le titre de professeur Supérieur, et une chaire à l'université lui est proposée. Mais il ne veut pas d'une carrière tracée et décide de retourner en Europe pour suivre sa propre voie.
En 1952, il passe par l'Espagne, où il retrouve son ami Jorge Oteiza, qu'il faisait travailler à Buenos Aires, au café Gijon de Madrid. Ils retravaillent ensemble sur des projets d'Oteiza.

En 1953, il s'installe à Paris, la ville des grandes manifestations artistiques. La vie est dure, il dort dans les jardins publics, notamment celui des Invalides à côté du musée Rodin, et va se réchauffer rue Bonaparte à l'École des Beaux-Arts. Il fait divers travaux artistiques et est engagé comme décorateur par Huguette Séjournet qui deviendra son épouse.

Celle-ci le pousse à aller présenter ses premières sculptures dans une petite galerie des Champs-Élysées. Recommandé par son ami Vasarely, il y présente des petites maquettes dans une boite à chaussures à Denise René, qui est conquise et lui organise plusieurs expositions personnelles ainsi que des tournées internationales de groupe avec Vasarely, Jesús-Rafael Soto, Le Parc, Sonia Delaunay, François Morellet, Carlos Cruz-Díez, Michel Seuphor, Richard Mortensen…Pour la petite histoire, c'est Sonia Delaunay qui achète sa première sculpture.
En 1962 lorsqu'il remporte le premier prix du concours Saint-Gobain, décerné par un jury composé de l'écrivain Michel Butor, l'architecte Robert Camelot, le critique d'art André Chastel, le sculpteur Alberto Giacometti, l'architecte Grégoire, le peintre Poliakoff, le professeur d’esthétique Étienne Souriau, le peintre et critique d'art Michel Seuphor, et le sculpteur Zadkine.
Marino di Teana est alors en relation avec tous les artistes de son époque : Agam, Jean Arp, Tinguely, Dubuffet, César, Luis Tomasello,
…
Il continue la sculpture et la peinture architecturales. Il développe sa théorie "tri-unitaire" où l'espace compte autant que la masse. " 1 + 1 = 3 ". Comme le dit Harry Belley du journal Le Monde à propos de Monumenta 2011 dans son analyse Reflets dans les sphères rouges d'Anish Kapoor : "c'est une des découvertes de la sculpture du XXe siècle depuis que Marino Di Teana a formulé sa théorie du "vide actif", Léviathan est l'occasion de se rappeler qu'une œuvre est structurée autant par ses vides que par ses pleins." 
À noter que Marino di Teana avait déjà été un précurseur de Monumenta au Grand Palais puisqu'il conçoit un ensemble de huit sculptures fontaine en verre Clarit Saint Gobain qui occupe toute la surface du Grand Palais. Des ingénieurs ont aidé à la réalisation mais aucun document d'archives n'a été retrouvé, à part un petit film.
Di Teana a une formation d’ingénieur et d’architecte, qui se retrouve dans la construction de ses sculptures : Il imagine et voit ses sculptures comme des structures qui se transforme en architecture. La sculpture est monumentale, c'est un futur édifice, c'est même… une ville du futur. Il donnera pendant des années des cours d'architecture à Fontainebleau.
Ainsi, les sculptures monumentales sont créées d’abord en maquette, pensées par rapport à un environnement donné, et placées dans un espace qui met l’œuvre et l'espace en valeur.
Il réalise plus de 50 sculptures monumentales dont plusieurs mesurent dans les 15 mètres de hauteur (Montpellier, Orléans-Chevilly, Canjuers Var, ). Toutes les sculptures monumentales sont entièrement dessinées sur des plans et calculées par lui-même.
La sculpture "Liberté" de Fontenay-sous-Bois (Val-de-Marne), sélectionnée sur concours en 1990, a 21 mètres de hauteur pour 100 tonnes d'acier Corten et est la plus grande sculpture en acier d'Europe. Elle est autoporteuse, est construite de manière à pouvoir résister à des vents de 250 km/h.

La taille d'une telle structure n'a jamais été encore égalée par un autre sculpteur, sinon par Bernar Venet si sa structure au château de Versailles est conservée.

Les plans et dessins de la sculpture de Fontenay-sous-Bois sont conservés dans les collections du MAC/VAL.
Marino di Teana participe au cours de sa carrière à de très nombreuses manifestations de groupe d'art contemporain en France et dans le monde.
Une grande rétrospective est organisée au musée d’Art Moderne de la Ville de Paris en 1976 et en 1987 au Musée de la Sarre à Sarrebruck en Allemagne.
Il représente l'Argentine à la Biennale de Venise de 1982, et la France en 1997 au Symposium International des Arts et des Sciences de Séoul (Corée). Il est l'invité d’honneur de la triennale internationale de sculpture de Posnan (Pologne) en 2009.
Beaucoup de galeries ont vendu ses œuvres, dont Artcurial, Jean-Jacques Dutko, Michèle Broutta, RCM, Lahumière, Pierre Alain Challier, Otmezguine, Gimpel & Müller Paris, Gimpel Londres, Krings-Ernst à Cologne, Pierre Bergé & associés à Bruxelles, Magen H Gallery à New-York.
Le patrimoine artistique de Di Teana est aussi constitué nombreuses sculptures, dispersées chez des collectionneurs, mais aussi de maquettes, plans, documents écrits, reliefs, bronzes, bijoux, médailles, dessins, tableaux, mobiliers, projets architecturaux.

L'association MDT qui défend la promotion et la sauvegarde de l'œuvre de Marino di Teana essaie de réunir le plus de pièces et prépare la réalisation d'un futur musée Marino Di Teana en Italie.

En 2006, à l'âge de 86 ans, il continuait de créer en réalisant la rosace et la porte en bronze de l'église Notre-Dame de Saint-Flour (Auvergne). En 2008, à la demande de la Région Basilicata, il réalise en collaboration avec son fils Nicolas Marino, quatre sculptures monumentales pour son village natal de Teana, et dessine les plans d'une fontaine de 24 mètres de hauteur intitulée Hommage à Horace.

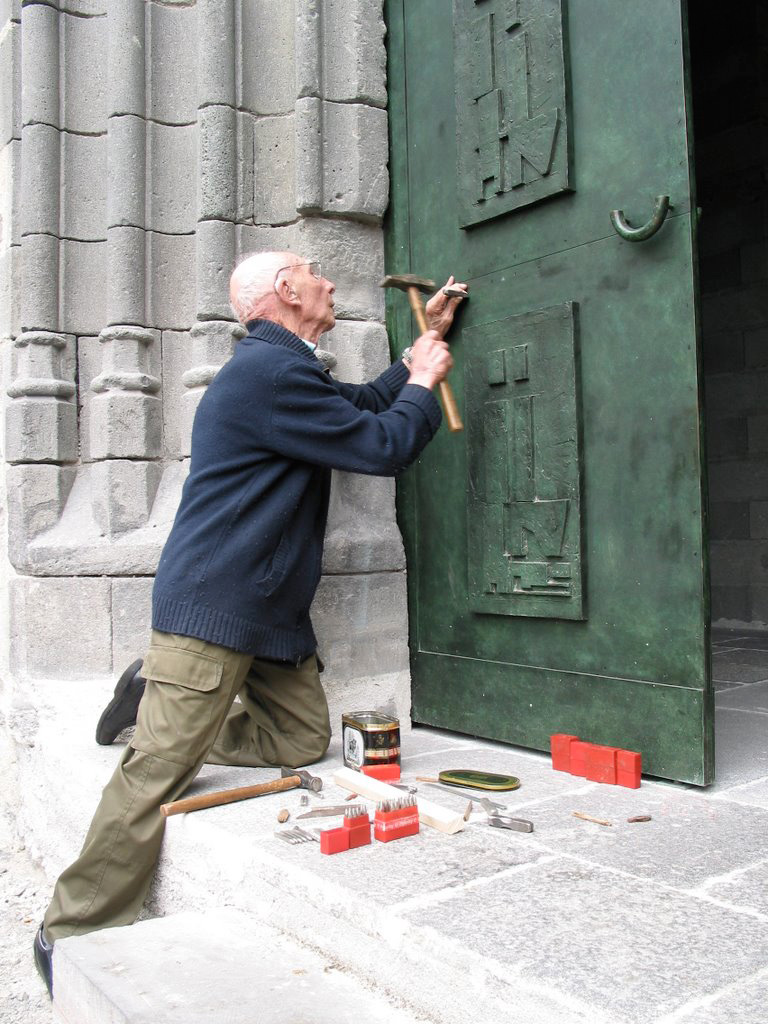
Marino di Teana signe la porte en bronze de l'église Notre-Dame de Saint-Flour 2006.

Marino di Teana a réalisé d’immenses sculptures. Visionnaire, ces sculptures monumentales n’étaient que maquettes destinées à devenir des villes du futur.
De nombreux plans les illustrent. Conçues à une époque où peu envisageait l’architecture comme lui.

Il nous laisse une œuvre artistique très complète, dispersée dans le monde. Fidèle à l’image de l'  "Uomo Universale" de la Renaissance, c’était un érudit qui avait une inextinguible soif de connaissances. Passionné d’histoire et d’histoire ancienne, la théologie, l’anatomie, les mathématiques, l’histoire de l’art et autres domaines n’avaient pas de secrets pour lui. 
Citations de l'artiste : 

« La sculpture ce n’est pas seulement un métier, c’est une sorte de sacerdoce. Il faut aller chaque jour jusqu’au bout de son temps et de sa force pour trouver la paix. »

« La forme doit être tendue vers l’équilibre mais elle dépend de la matière ; je travaille l’acier, il est important de bien connaître l’acier, comme d’autres connaissent le marbre. L’acier a des fibres, des forces, des tensions, du poids comme le marbre, c’est un matériau de sculpteur, même si les sculpteurs ne l’utilisent que depuis peu, c’est l’un des matériaux de notre génération, un moyen d’expression de la modernité. C’est pourquoi j’ai choisi l’acier ; cependant j’étais tailleur de pierre et maçon lorsque j’étais jeune, mais j’avais l’intuition que je ne pourrais rien faire avec les marbres ou les granits, que des objets fermés ; l’acier m’a permis tout de suite d’exprimer cette notion d’espace « Tri-unitaire » que j’avais imaginé en découpant la statue de Foch au Trocadéro… »

Au cours de la séance solennelle du 18 novembre 2009 à l'Institut de France, Marino di Teana est reçu sous la coupole à l'Académie des Beaux-Arts et reçoit le nouveau prix de sculpture Commandant Paul-Louis Weiller pour l'ensemble de son œuvre. Il est accueilli par Leonard Gianadda, Antoine Poncet et Claude Parent.
En 2009, à la demande de la région Basilicata en Italie, il remet un projet et les plans d'une sculpture-fontaine monumentale de 25 m de hauteur, constituée de 50 tonnes d'acier et d'aluminium.
À partir de 2013, sous la direction de Jean-François Roudillon, la galerie LOFT entreprend de réaliser le catalogue raisonné des 60 années de création de Marino di Teana.

Son atelier est sauvegardé en musée à Perigny-sur-Yerres, là où est décédé l'artiste le 1er janvier 2012. Toutes les maquettes, projets, plans... y sont sauvegardés.

En 2014, Valentin Carron fait une appropriation de la sculpture Aube de Marino Di Teana. Ceci soulève une grande question : Plagiat ou appropriation ?
Kamel Mennour organise une conférence à l'école des Beaux-Arts pour sérier le sujet : " Entre braconnage et Catharsis "
À partir de 2013, en association avec la Galerie Loft et l'Atelier-Musée Marino di Teana, il est décidé de réaliser le Catalogue Raisonné de l'œuvre sculptée en première partie. Le livre est présenté officiellement à la librairie Artcurial, Champs-Élysées, et au One Man Show Art Paris Grand Palais en 2019.

## Réalisations de sculptures monumentales

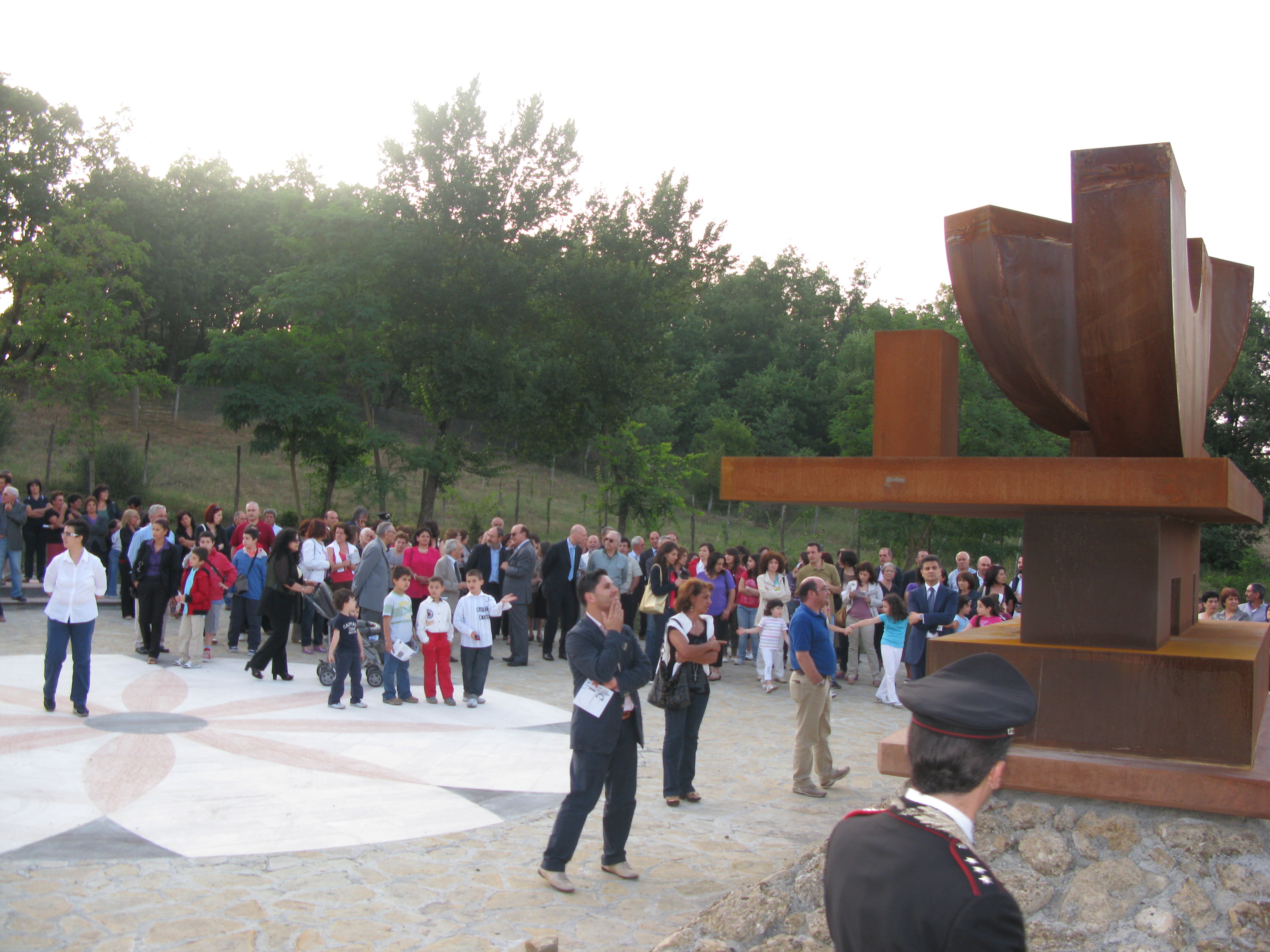
Sculpture d'art construit Hommage à la Méditerranée. Teana, Italie, 2008.

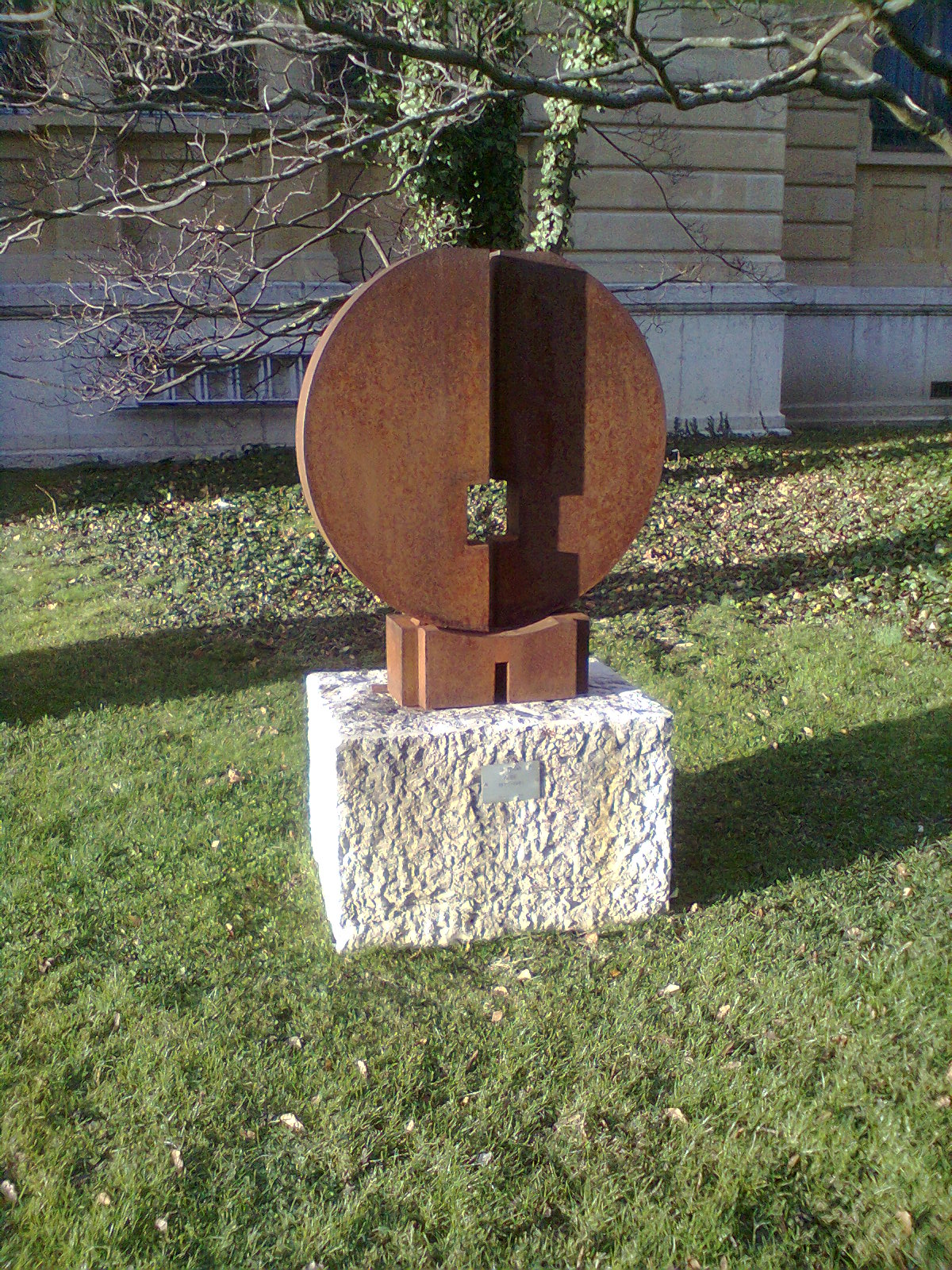
"The Dawn" à Neuchâtel musée d'art et d'histoire.

- Réalisation d'une structure en acier inox de 13 m de longueur pour l'usine Saint-Gobain de Rantigny, 1962.
- Carpentras : sculpture inox pour le collège technique de 4 m × 8 m (commande de l'État  "1 %").
- Choisy-le-Roi : deux sculptures inox de 2 m de hauteur pour le groupe d'immeubles « Résidence. »
- La Défense : sculpture acier dans le hall de la tour CB15 (1966).
- Chevilly - Orléans : Structure Acier de 17 m de hauteur, réalisée pour la GEEP Industrie. (1967)
- Montpellier : structure acier corten pour la LTE Jean-Mermoz de 16,50 mètres de hauteur (1967).
- Gournay-en-Bray : structure en béton pour le CES de 5 m de hauteur 1968.
- Mulhouse : structure en acier pour l'ENET de 10 m de hauteur « 1 % » (1968).
- Thann : sculpture en acier pour le CETI - Université de Mulhouse, de 2 m × 4 m (« 1 % ») (1968).
- Reims : LET. Structure en acier corten (1969).
- Ivry-sur-Seine. Structure acier au carbone pour le CES 1970.
- Reims. Sculpture inox pour les CES du quartier de l'Europe de 4 m de hauteur. ("1 %") 1970.
- Grenoble. Sculpture en acier carbone pour le CES Ampère ("1 %") 1971.
- Farébersviller : Structure en acier corten pour le collège Georges-Holderith (1972)
- Herblay (Val d'Oise). Sculpture en acier peinte en noire pour le CES Jean-Villar 1972.
- Camp militaire de Canjuers (Var). Structure corten du mat aux couleurs. Hauteur 20 m 1973.
- Colombes. Structure architecturale en acier corten pour l'hôpital Louis-Mourier 1973.
- Vitry-sur-Seine - sculpture en acier corten, lycee technique Jean-Macé, rue Jules-Ferry 1973.
- Angoulême. sculpture acier corten pour le CET. hauteur 2,7 m ("1 %") 1974.
- Paris Porte de Clignancourt. Groupe scolaire Maurice-Utrillo. Sculpture au corten d ("1 %").
- Paris boulevard Kellermann, Garde Républicaine. Hauteur 8 m structure acier corten "Navire Spatial".
- Palaiseau, Nouvelle École Polytechnique. Structure acier corten 1975.
- Montferrand, Haute-Garonne. Sculpture acier corten pour le lycée A.-Brugière de ("1 %") 1975.
- Pierrelate, Drome. Sculpture acier corten pour le lycée technique ("1 %") 1975.
- Musée d’Art Moderne de la Ville de Paris. Hommage aux États-Unis du Monde (sculpture en chêne) 1975.
- Munster, Allemagne. sculpture acier corten. Achat de la ville pour le Pascal Gymnasium. 1977.
- Nancy, Faculté de Médecine. Structure en acier corten "Hommage aux sciences" 1978.
- Paris, CHU Villemin - Lariboisière. Sculpture Corten  ("1 %") 1978.
- Paris (14e arrondissement), école maternelle 3bis, rue d'Alésia. Sculpture acier corten ("1 %") 1978.
- Munchengladbach, Ruhr, Allemagne sculpture acier pour le Lycée 1979.
- Clermont-Ferrand. École de la gendarmerie nationale. Sculpture "liberté" en acier carbone 1979.
- Falck, Moselle : sculpture en acier corten pour le collège La Grande Saule  (« 1 % ») (1980).
- Usine de L'Oréal : site usine de Fapagau à Gauchy :  sculpture extérieure en acier corten 1980.
- Usine de L'Oréal : site uine Soproreal à Aulnay-sous-Bois : double frise murale intérieure en acier Inox 1993.
- Université de Reims ; structure en acier corten à l'entrée de l'université. (« 1 % ») . (1981).
- Clermont-Ferrand : structure acier corten de 10 m de longueur. (1981).
- Le Havre : Sculpture en acier corten "eclipse" pour le SCIC groupe d' HLM. 1982.
- Troyes. Structure acier corten ("1 %") 1982.
- Paris, Musée du plein air, quai Saint-Bernard. Sculpture acier corten 2 m.1983.
- Finantzbauamt Saarbrucken, Allemagne. Structure acier corten « Navire dans l'espace » pour le ministère des Finances. (1986).
- Musée d'art moderne de Sarrebrucken. Saarland museum. Sculpture acier corten.1987.
- Fontenay-sous-bois, place Charles-de-Gaulle. Structure acier corten "Liberté", 1989-1991.
- Inauguration à Teana de la Structure en Marbre et des fontaines Teana, (pz) Italia 1990.
- Ville de Neuchatel, Suisse. Sculpture acier corten. « Hommage à Marcel Joray » (1993).
- Ville de Neuchatel, Suisse. Sculpture acier corten. « Petite Aube ».
- Ville de Sucy-en-Brie, Val-de-Marne. Hôtel de ville. « Aube » en acier corten 1994.
- L'OREAL Fontainebleau - École supérieure de Commerce. 1997 « Le combat des Loups » - bronze.
- L'OREAL Fontainebleau - Centre de formation :  « Hommage à Horace » - Acier Corten.
- Vitraux, porte et tympan en bronze de l'église Notre-Dame de Saint-Flour Cantal 2007.
- Trois sculptures monumentales en corten et un cavalier en bronze. Ville de Teana Italie 2008.

- LISTE DES REALISATIONS MONUMENTALES : http://www.diteana.com/Pages/textes/liste-real/liste-real.html

## Prix et décorations
(décembre 2014).
Le contenu est difficilement compréhensible vu les erreurs de traduction, qui sont peut-être dues à l'utilisation d'un logiciel de traduction automatique.

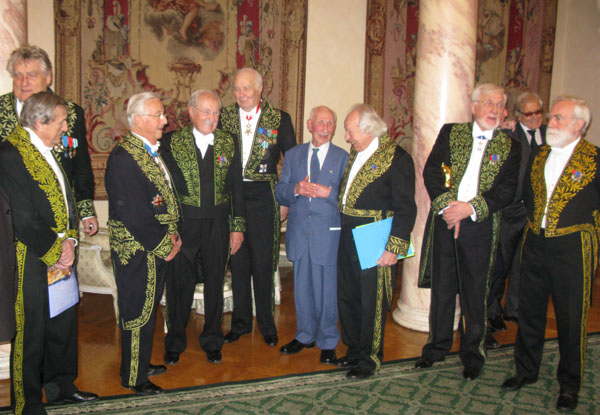
Marino di Teana entre Arnaud d'Hauterives et Antoine Poncet à l'Institut de France, novembre 2009.

- Premio Mitre in Argentina nel 1945, equivalente al Prix de Rome.
- Vincitore nel 1962 del Premio Saint Gobain.
- Diploma d’Onore alla XIV Triennale di Milano nel 1972.
- Rappresentante dell’Argentina alla Biennale Internazionale d’Arte di Venezia, 1982.
- Medaglia d’argento conferita da Willy Brandt nel 1965 ex æquo con Le Corbusier al Congresso di Architettura e di Urbanistica di Bochum come rappresentante della Francia.
- Nominato Cavaliere dell’Ordine delle Arti e delle Lettere nel 1974 in Francia
- Premio d’onore della Fundación Konex di Buenos Aires “Artisti Pastici” 1982.
- Medaglia d’argento conferita dal l’Académie Française d’Architecture, 1987
- Nominato Accademico a Buenos Aires presso L’Accademia Nazionale delle Belle Arti.
- Medaglia d’onore dell’Università di Seoul (Rep: di Corea) conferita in occasione del 27° International Symposium of Arts nel 1997
- Cittadinanza onoraria e Medaglia conferite dalla Regione Basilicata nel 2007.
- Medaglia d’onore conferita dalla Międzynarodwe, Triennale rzeźby di Poznań (Polonia) nel 2009.
- Prix Commandant Paul-Louis Weiller, conferito dell’ Institut de France, Académie des Beaux-Arts, 2009.

## Élèves
- Osvaldo Rodríguez.